# Cá hè chấm đỏ
Cá hè chấm đỏ (danh pháp: Lethrinus lentjan) là một loài cá biển trong họ Cá hè. Loài này được mô tả lần đầu tiên vào năm 1802.

## Từ nguyên
Không rõ từ nguyên của tên định danh, có lẽ là tên thường gọi của loài cá này ở Indonesia vào khoảng cuối thế kỷ 18.

## Phân bố và môi trường sống
Cá hè chấm đỏ có phân bố rộng khắp vùng Ấn Độ Dương - Thái Bình Dương, từ vùng biển bao quanh bán đảo Ả Rập dọc theo bờ Đông Phi trải dài về phía đông đến quần đảo Marshall và Tonga, ngược lên phía bắc đến quần đảo Ryukyu, giới hạn phía nam đến Úc (gồm cả đảo Lord Howe) và Nouvelle-Calédonie.
Cá hè chấm đỏ xuất hiện dọc theo bờ biển Việt Nam, bao gồm cả quần đảo Hoàng Sa và quần đảo Trường Sa.
Cá hè chấm đỏ sống gần rạn san hô, trên nền đáy cát và trong đầm phá, độ sâu khoảng 10–90 m.

## Mô tả
Chiều dài cơ thể lớn nhất ở cá hè chấm đỏ là 52 cm, nhưng thường bắt gặp với chiều dài trung bình khoảng 30 cm. Thân màu xanh lục nhạt hoặc xám, chuyển sang màu trắng ở bụng; tâm của lớp vảy cá ở thân trên thường trắng. Rìa sau nắp mang, và có khi là cả  gốc vây ngực có màu đỏ. Vây ngực màu trắng, vàng hoặc phớt hồng. Vây bụng và vây hậu môn màu trắng đến cam. Vây lưng màu trắng và cam, lốm đốm với viền đỏ. Vây đuôi lốm đốm cam hoặc đỏ.
Số gai ở vây lưng: 10 (gai thứ 4 thường dài nhất); Số tia vây ở vây lưng: 9; Số gai ở vây hậu môn: 3; Số tia vây ở vây hậu môn: 8; Số tia vây ở vây ngực: 13; Số vảy đường bên: 46–47.

## Sinh thái
Cá nhỏ thường sống thành đàn rời rạc trên thảm cỏ biển, đầm lầy ngập mặn và vùng cát nông, trong khi cá trưởng thành thường sống đơn độc ở vùng nước sâu hơn.
Thức ăn của cá hè chấm đỏ chủ yếu là động vật giáp xác và động vật thân mềm, nhưng chúng cũng tiêu thụ đáng kể các loài da gai, giun nhiều tơ và cá nhỏ hơn.
Độ tuổi lớn nhất mà cá hè chấm đỏ đạt được là 19 năm, được ghi nhận ở Seychelles. Còn ở Nouvelle-Calédonie, loài này sống được cao nhất là 11 năm.
Cá hè chấm đỏ là một loài lưỡng tính tiền nữ (tức cá đực là từ cá cái chuyển đổi giới tính mà thành), và kích cỡ khi chuyển đổi được ghi nhận là khoảng hơn 30 cm. Tuy nhiên, sự hiện diện của cá thể cái lớn tuổi (cũng chính là cá thể 19 năm tuổi ở Seychelles) có thể là bằng chứng cho thấy một tỷ lệ cá cái không thay đổi giới tính trong suốt cuộc đời của chúng.

## Thương mại
Cá hè chấm đỏ là một loài có giá trị thương mại rất cao.